# Postbahnhof am Ostbahnhof
Der Postbahnhof am Ostbahnhof im Berliner Ortsteil Friedrichshain war von 1907 bis nach dem Ende des Zweiten Weltkriegs ein wichtiger Knotenpunkt des Bahnpostverkehrs in Preußen und dem östlichen Deutschland. Er wurde nach der deutschen Wiedervereinigung außer Dienst genommen. Teile der Anlage wurden abgebaut, die vier historischen Ensemblebestandteile Packkammern, Wasserturm am Postbahnhof und die Rangier-Drehscheibe für die Lokomotiven sind erhalten, erhielten einen Denkmalstatus und werden schrittweise umgebaut bzw. in einen Neubaukomplex mit der Bezeichnung Unternehmenscampus integriert.

## Lage

Ausschnitt aus dem Gleisplan des Schlesischen Bahnhofs, 1908

Das Bahnpostamt befindet sich auf einer Fläche von mehr als 17.000 m² mit den Fronten zu einem Arm der Straße Am Postbahnhof parallel zur Straße der Pariser Kommune (nordwestlich, ehemalige Fruchtstraße) und zur Straße Am Postbahnhof parallel zur Mühlenstraße (südwestlich bis südöstlich im Bogen). Die nordöstliche Begrenzung des Geländes bildet die alte Hochbahntrasse. Die Baufläche des abgetragenen Verwaltungsbaus gehört nicht mehr zum früheren Bahnhofsgelände.
Die westlichen Giebelseiten der langgestreckten Packkammern stehen nun auf der Ostseite des oben genannten Straßenarms.

## Geschichte
Die Kaiserliche Oberpostdirektion hatte Anfang des 20. Jahrhunderts das Unternehmen Berliner Paketfahrt im Ergebnis einer Verstaatlichung erhalten. Um dem schnellen Wachstum Berlins zu entsprechen, gab sie nun den Bau eines für Berlin zentralen Brief- und Paketverladepostamtes in Auftrag. Bauplatz war eine Fläche südlich der Wriezener Bahn(trasse), der die Adresse Fruchtstraße 8 bekam. Die bereits vorhandenen Gebäude wie der Wasserturm erhielten bald weitere bahn- und posttypische Nachbarbauten. Mehrere Architekten entwarfen Pläne und Skizzen und leiteten einzelne Bauabschnitte.
So kamen nach und nach folgende Bauten bzw. Anlagen hinzu:
- um 1906: eine Lokomotiven-Drehscheibe[3]
- um 1907: die Ankunfts-Packkammer mit Postverladehalle (Gebrüder Wilhelm & Walter Tuckermann)[4]
- um 1907: gesamtes Gelände des Postamtes O 17 (Wilhelm Tuckermann)[5]
- ein repräsentatives Amtsgebäude zur Straße hin (nicht erhalten) sowie
- Stall- und Werkstattbauten an den Grenzen der früheren Gärtnereien an dieser Stelle.

Der Postbahnhof wurde bis weit nach dem Ende des Zweiten Weltkriegs einschließlich der DDR-Zeit in den 1970er Jahren benutzt, die Ställe dienten nach der Abschaffung der Post-Zugpferde dann wohl als Lagerhallen.

## Beschreibung
Die Anlage bestand aus einem direkt an der Fruchtstraße (seit 1971: Straße der Pariser Kommune) und nahe dem damaligen Schlesischen Bahnhof gelegenen Postdienstgebäude und den beiderseits dahinter abgehenden, je etwa 100 m langen, einander gegenüberliegenden Hallen der ‚Abgangs-Packkammer‘ und der ‚Ankunfts-Packkammer‘, auch als ‚Packungshalle‘ bzw. ‚Entpackungshalle‘  bezeichnet. Sie wurden 1904 von der Berliner Oberpostdirektion in Auftrag gegeben und von den Architekten Wilhelm Walter und Wilhelm Tuckermann geplant.
Beide Hallen mit je etwa 1500 m² Bodenfläche haben einen ebenerdigen Bereich für die Sortierung und Verpackung der Postsendungen und eine darüberliegende Ebene mit vormals je zwei Zufahrtsgleisen für die Postwagen zu deren Be- und Entladung.
Tragende Elemente sind innenliegende massive Stahlträgerkonstruktionen, die Ausführung der Ziegelsteinfassade wird als Stil der märkischen Backsteingotik bezeichnet. Die Packungshalle ist durch Oberlichter und hohe Fenster gekennzeichnet.

## Bahnbetrieb

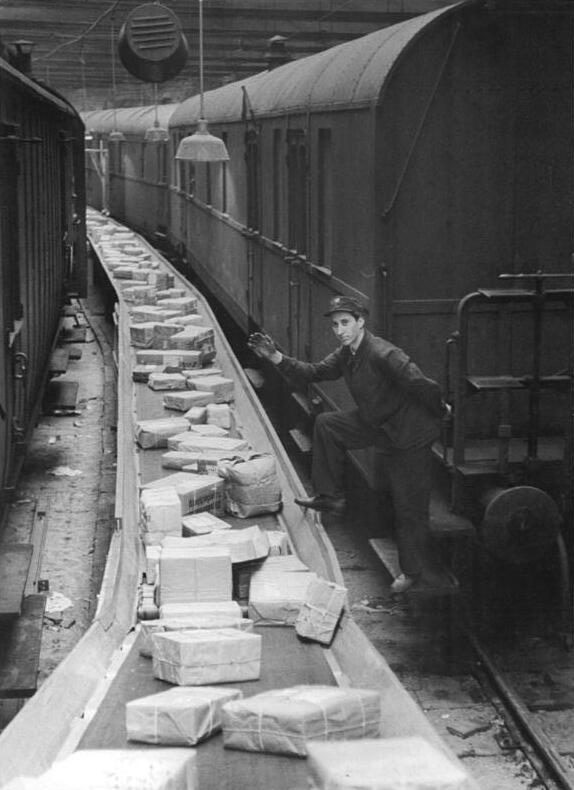
Entladung von Postwaggons im Postbahnhof, 1959

Die Gleispaare der oberen Ebenen führten durch große Tore auf der jeweils östlichen Seite über eine Brücke und auf geneigten Rampen hinab auf die Ebene der übrigen Bahnhofsgleise.
Für den Verschub der Postwagen standen von 1964 bis etwa 1980 zwei kleine, leichte  Elektroloks der Baureihe EL 4 mit den Fahrzeugnummern 10046 und 10047 zur Verfügung. Beide Lokomotiven wurden mit einer Spannung von etwa 1000 Volt betrieben.
Seit dem 6. Februar 1917 beförderten zudem Züge der Poststraßenbahn Berlin, bestehend aus einem Trieb- und drei Beiwagen Paketpostsendungen zwischen den Postbahnhöfen am Schlesischen Bahnhof und in der Luckenwalder Straße.
Die beiden großen, größtenteils unversehrten Hallen wurden zu Zeiten der  innerdeutschen Teilung durch Einrichtungen der DDR weiterhin genutzt. Erst mit der Verlagerung des Briefverkehrs von der Schiene in die Luft und auf die Straße wurde zum 30. Juni 1995 der Bahnpostverkehr hier aufgegeben.

## Status bis in die 2010er Jahre

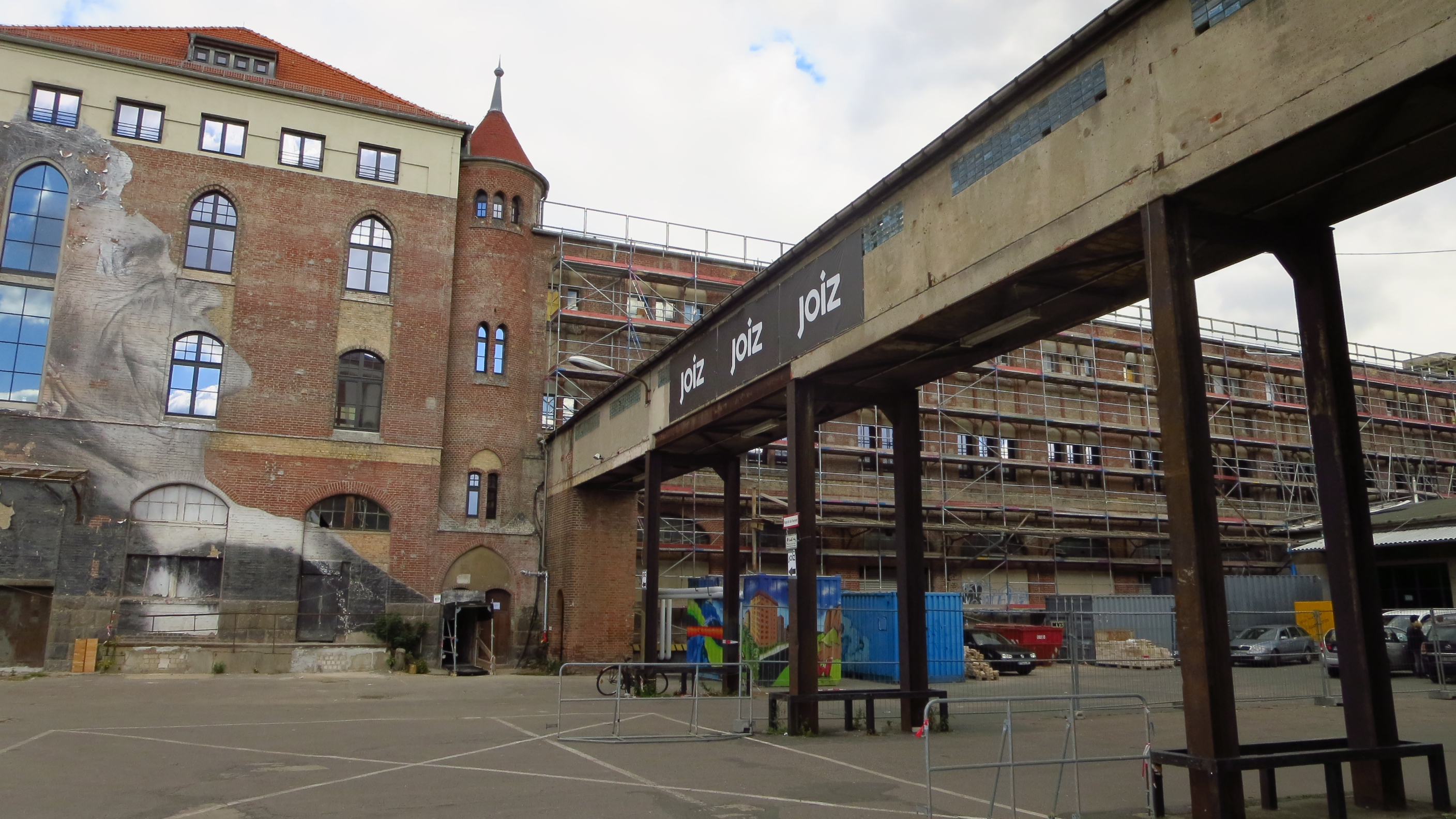
Abgangs-Packkammer

Das Postdienstgebäude direkt an der früheren Fruchtstraße existiert seit den 1990er Jahren, also nach dem Mauerfall und der Neuordnung der Stadtverwaltung, nicht mehr, es wurde abgetragen. An dessen Stelle wurde ein neues neungeschossiges Gebäude für die Rosa-Luxemburg-Stiftung errichtet.
Aufgrund seiner Nähe zum einstigen Grenzstreifen und dem Bestreben der Stadt Berlin zur Gestaltung dieses geschichtsträchtigen Bereichs an der Grenze von Friedrichshain zu Kreuzberg entging der Postbahnhof dem Verfall.
Die Gesamtanlage vom Postamt O 17 steht seit den späten 1990er Jahren unter Denkmalschutz. Zusätzlich sind die Ankunfts-Packkammer, der Wasserturm und die Lokbrücke als einzelne Baudenkmale ausgewiesen. Heute befinden sich in den Etagen des nördlichen Gebäudes Großraumbüros, die u. a. vom Fernsehsender joiz Germany, der Reisesuchmaschine Kayak und Zalando Content Creation genutzt werden.
Das Gebäude der Ankunfts-Packkammer wird inzwischen kommerziell für Konferenzen und Veranstaltungen genutzt (Stand: 2010).

## Perspektive
Der Postbahnhof wurde 2021 von der Patrizia AG erworben. Die historischen Hallen sollen zu Büroflächen umgenutzt werden. Im Rahmen der Rekonstruktion des historischen Dachstuhls wird das Areal um etwa 4000 m² erweitert. Die Hofflächen werden in Abstimmung mit den Denkmalbehörden begrünt. Die Bauarbeiten haben im Jahr 2023 begonnen. Die Planung und Umsetzung erfolgt durch den Berliner Architekten Julian Breinersdorfer.

## Verkehrsanbindungen
Der gesamte Neubaukomplex mit den historischen und denkmalgeschützten Elementen kann mit der S- und U-Bahn (Bahnhof Warschauer Straße) oder mit dem Linienbus (Haltestelle S Ostbahnhof oder Rummelsburger Platz) erreicht werden.